# Billy Morgan
Billy Mark Morgan  (ur. 2 kwietnia 1989 w Southampton) – brytyjski snowboardzista specjalizujący się w slopestyle'u i w big air. Brązowy medalista igrzysk olimpijskich w Pjongczangu w konkurencji big air. W zawodach tych wyprzedzili go jedynie Kanadyjczyk Sebastien Toutant i Kyle Mack z USA. W 2014 roku wystartował na igrzyskach olimpijskich w Soczi, gdzie zajął 10. miejsce w debiutującej konkurencji - slopestyle'u. Był też między innymi czwarty w tej samej konkurencji podczas mistrzostw świata w Stoneham w 2013 roku. Najlepsze wyniki w Pucharze Świata osiągnął w sezonie 2012/2013, kiedy to zajął 10. miejsce w klasyfikacji generalnej AFU, a w klasyfikacji slopestyle'u był szósty.

## Osiągnięcia

### Igrzyska olimpijskie
| Miejsce | Dzień     | Rok  | Miejscowość | Konkurencja | Zwycięzca         |
| ------- | --------- | ---- | ----------- | ----------- | ----------------- |
| 10.     | 8 lutego  | 2014 | Soczi       | Slopestyle  | Sage Kotsenburg   |
| 22.     | 11 lutego | 2018 | Pjongczang  | Slopestyle  | Redmond Gerard    |
| 3.      | 24 lutego | 2018 | Pjongczang  | Big air     | Sebastien Toutant |

### Mistrzostwa świata
| Miejsce | Dzień       | Rok  | Miejscowość   | Konkurencja | Zwycięzca      |
| ------- | ----------- | ---- | ------------- | ----------- | -------------- |
| 4.      | 18 stycznia | 2013 | Stoneham      | Slopestyle  | Roope Tonteri  |
| DNS     | 19 stycznia | 2013 | Stoneham      | Big Air     | Roope Tonteri  |
| 38.     | 21 stycznia | 2015 | Kreischberg   | Slopestyle  | Ryan Stassel   |
| 7.      | 24 stycznia | 2015 | Kreischberg   | Big Air     | Roope Tonteri  |
| 13.     | 11 marca    | 2017 | Sierra Nevada | Slopestyle  | Seppe Smits    |
| DNS     | 17 marca    | 2017 | Sierra Nevada | Big air     | Ståle Sandbech |

### Puchar Świata

#### Miejsca w klasyfikacji generalnej
- - AFU[2]
- sezon 2012/2013: 10.
- sezon 2013/2014: -
- sezon 2014/2015: -
- sezon 2015/2016: 17.
- sezon 2016/2017: 12.
- sezon 2017/2018: 78.

#### Miejsca na podium w zawodach
1. Sierra Nevada – 26 marca 2013 (slopestyle) - 3. miejsce
2. Szpindlerowy Młyn – 20 marca 2016 (slopestyle) - 3. miejsce
3. Mönchengladbach – 3 grudnia 2016 (Big Air) - 3. miejsce